# Califato omeya
El Califato omeya o califato de los omeyas (661-750 e. c.; en árabe: ٱلْخِلَافَة ٱلْأُمَوِيَّة‎, al-Khilāfat al-ʾUmawīyah) fue el segundo de los cuatro grandes califatos establecidos tras la muerte de Mahoma. El califato fue gobernado por la dinastía omeya (en árabe: ٱلْأُمَوِيُّون, al-ʾUmawīyūn, o بَنُو أُمَيَّة, Banū ʾUmayyah, "Hijos de Umayyah"; en persa: امویان‎ omaviyân; en turco: emevi), un linaje árabe que ejerció el poder de califa, primero en Oriente, con capital en Damasco, y luego en al-Ándalus, con capital en Córdoba. El término omeya proviene de un antepasado de la familia, Umayya. Estrictamente hablando, la dinastía comienza con Mu‘awiya I, y termina con Marwán II, con la Revolución abasí en el 750.
Uthmán ibn Affán (r. 644-656), el tercero de los califas Rashidun, también fue miembro del clan. La familia estableció un gobierno dinástico y hereditario con Muawiya ibn Abi Sufyán, antiguo gobernador de la Gran Siria, que se convirtió en el sexto califa tras el final de la Primera Fitna en el 661. Tras la muerte de Mu'awiyah en el 680, los conflictos por la sucesión dieron lugar a la Segunda Fitna, y el poder acabó cayendo en manos de Marwán I, de otra rama del clan. La Gran Siria siguió siendo la principal base de poder de los omeyas, con Damasco como capital.
Los omeyas continuaron las conquistas musulmanas, incorporando la Transoxiana, el Sind, el Magreb y la península ibérica (Al-Ándalus) bajo el dominio islámico. En su punto de mayor extensión, el califato omeya abarcó 11 100 000 km², lo que lo convierte en uno de los mayores imperios de la historia en términos de superficie. La dinastía en la mayor parte del mundo islámico fue con el tiempo derrocada por una rebelión liderada por los abasíes en el año 750. Los supervivientes de la dinastía se establecieron en Córdoba que, en forma de emirato y luego de califato, se convirtió en un centro mundial de ciencia, medicina, filosofía e invención durante la Edad de Oro islámica.
El califato omeya gobernaba una vasta población multiétnica y multicultural. Los cristianos, que aún constituían la mayoría de la población del califato, y los judíos podían practicar su propia religión, pero debían pagar un impuesto por cabeza (la jizya) del que estaban exentos los musulmanes. Los musulmanes debían pagar el impuesto del zakat, que se destinaba explícitamente a diversos programas de bienestar  en beneficio de los musulmanes o de los musulmanes conversos. Bajo los primeros califas omeyas, los cristianos ocuparon puestos destacados, algunos de los cuales pertenecían a familias que habían servido en los gobiernos bizantinos. El empleo de cristianos formaba parte de una política más amplia de acomodación religiosa que era necesaria por la presencia de grandes poblaciones cristianas en las provincias conquistadas, como en Siria. Esta política también impulsó la popularidad de Mu'awiya y consolidó Siria como su base de poder. La época omeya suele considerarse el periodo de formación del arte islámico.

## Introducción
El califato omeya (árabe: الخلافة الأموية, trans. al-kḫilāfat al-ʾumawiyya) fue el segundo de los cuatro principales califatos islámicos establecidos después de la muerte de Mahoma. El califato se centró en la dinastía omeya (árabe: الأمويون, al-ʾUmawiyyūn y بنو أمية, Banū ʾUmayya, "Hijos de Umayya"). La familia omeya, desde el miembro más antiguo, Ummayah al-Akbar ibn 'Abd Shams ibn 'Abd Manaf, nacido en 533, había llegado primero al poder bajo el tercer califa, Uthmán (Uthmán ibn Affán) (r. 644-656), pero el califato omeya fue fundado por Mu‘awiya (Mu‘awiya ibn Abi Sufyán), antiguo gobernador de Siria con Uthmán, con la finalización de la primera guerra civil o fitna musulmana en 661 (41 AH). Siria seguirá siendo la principal base del poder de los omeyas y Damasco su capital. Los omeyas continuaron las conquistas musulmanas, incorporando el Cáucaso, Transoxiana, Sind, el Magreb y la península ibérica (al-Ándalus) en el mundo musulmán. En su mayor extensión, el califato omeya tenía unos 15 000 000 km², el imperio más grande que había visto el mundo hasta la fecha y el quinto más grande de los que han existido.
Al mismo tiempo, los tributos omeyas y las prácticas administrativas fueron ampliamente percibidas como absolutistas, opresivas e injustas. Junto con las rivalidades entre las tribus árabes, su gobierno se vio afectado por disturbios en las provincias fuera de Siria, especialmente durante la segunda guerra civil musulmana de 680-692 y la Rebelión bereber de 740-743. Durante la segunda guerra civil, el liderazgo del clan omeya pasó de la rama sufyánida de la familia a la rama marwánida. Como las constantes campañas militares agotaron los recursos y la mano de obra del estado, los omeyas, debilitados por la tercera guerra civil musulmana de 744-747, fueron finalmente derrocados por la Revolución abásida en 750 (132 AH). Uno de los pocos sobrevivientes tras la revolución, Abderramán I, huyó a través del norte de África hacia al-Ándalus, donde fundó el Emirato de Córdoba, que posteriormente derivó en el Califato de Córdoba, que duró hasta 1031 antes de caer por la Fitna de al-Ándalus.

## Orígenes y ascenso al califato

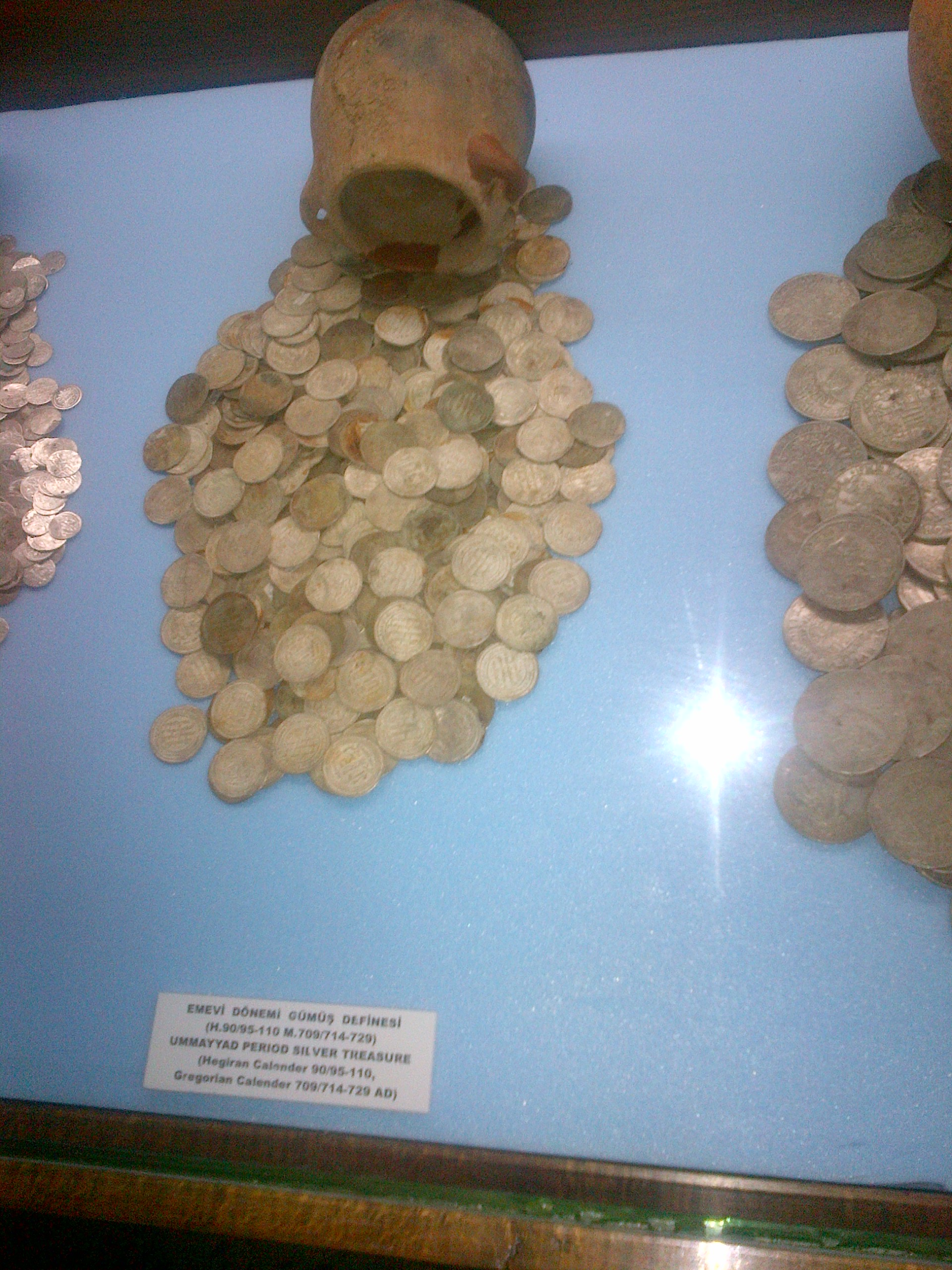
Monedas de plata del califato omeya en el Museo de Arqueología de Samsun.

Los omeyas eran un clan de la tribu Quraysh, de La Meca, a la que pertenecía Mahoma. El antepasado que da nombre a la familia, Umayya ibn Abd Shams, era sobrino de Háshim, bisabuelo de Mahoma que da nombre a los hashimíes o hachemíes.
El primer paso de los omeya con el califato se produce cuando un miembro del clan, Uthmán ibn Affán, rico comerciante de La Meca y esposo sucesivo de dos hijas de Mahoma, es elegido sucesor del califa Omar a la muerte de este en el año 644, convirtiéndose de este modo en el tercero de los llamados califas bien guiados. La elección de los califas entra en conflicto, cada vez que se produce, con las reivindicaciones del llamado Partido de Alí, que afirma que Ali ibn Abi Tálib, primo y yerno del profeta, es quien debe ocupar el cargo debido a su estrecha proximidad con Mahoma. Uthmán es asesinado en el año 656 y Alí es elegido califa. Sin embargo, esta elección es contestada por otro miembro del clan omeya, Muawiya I, a la sazón gobernador de Siria. Mu‘awiya acusa a Alí de complicidad en el asesinato de su predecesor y se levanta en armas contra él. Ambos ejércitos se enfrentan en la batalla de Siffin, acontecimiento de gran importancia pues es el que marca el origen de las tres grandes divisiones doctrinales del islam. Alí es derrotado y se retira a su plaza fuerte de Kufa (Irak), mientras que Mu‘awiya se proclama califa en Damasco, trasladando de este modo la capitalidad del Estado islámico desde Medina, en el Hiyaz (en la actual Arabia Saudí), a la urbe siria.

### El califato de Damasco (661-750)
Los omeyas estaban divididos en dos ramas familiares: los sufyánidas, descendientes de Abu Sufyan ibn Harb que gobernaron entre 661 y 684, comenzando por Muawiya ibn Abi Sufyan y terminando con Muawiya II, y los marwánidas de Marwan ibn al-Hakam y sus descendientes, que gobernaron entre 684 y 750 con Marwán II.

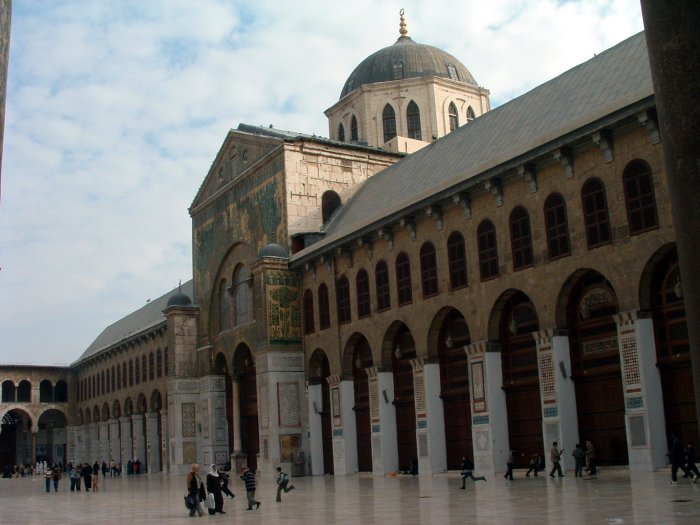
La Mezquita de los Omeyas en la capital siria, uno de los legados artísticos más importantes del califato de Damasco.

El califato omeya acaba con el sistema de elección del califa por un consejo de notables y da paso a un sistema puramente hereditario, convirtiéndose de este modo los omeyas en dinastía, desde que el considerado primer califa omeya, Muawiya eligió a su sucesor entre uno de sus hijos, Yazid I.
De cara al exterior, los omeyas prosiguieron las conquistas de la época precedente. Es durante este periodo cuando se dan las últimas grandes expansiones del Imperio islámico: por el oeste se conquista el Magreb (fundándose la ciudad de Kairuán) y la península ibérica; por el este se acaba de someter Irán y se hacen incursiones más allá de sus límites, hacia Afganistán y China, donde es detenida la conquista.
En un plano de política interior, los omeyas tienen muchos enemigos. Los alíes o partidarios de Alí, así como la rama de los jariyíes, escindida de los alíes en Siffín, siguen muy activos en varios lugares y especialmente en Irak: Basora es un foco de disidencia jariyí, empeñada en combatir a los que llaman califas ilegítimos, mientras que Kufa sigue siendo bastión de los alíes (más tarde llamados chiíes). Mu‘awiya logra apaciguar la situación llegando a un acuerdo de paz con Hasan, hijo mayor y sucesor de Alí, quien había muerto en el año 661, evitando así una nueva guerra civil. La muerte de Mu‘awiya marca el inicio de un nuevo conflicto, pues se abre otra vez la cuestión sucesoria. Aunque había nombrado heredero a su hijo Yazid, esta transmisión familiar del cargo es contestada y muchos vuelven sus ojos hacia Husáyn, hijo menor de Alí. Husáyn y el pequeño ejército que le acompañaba es masacrado por las tropas del nuevo califa en la batalla de Kerbala (680), cuando se dirigía a Kufa a ponerse a la cabeza de una rebelión. La muerte de Husáyn, personaje respetado por todos los musulmanes, causa gran conmoción y añade material a las acusaciones de impiedad y falta de escrúpulos que desde el principio se esgrimieron contra los omeyas. Con la muerte de Husáyn queda establecida definitivamente la línea sucesoria, que será reconocida por la mayoría de los musulmanes. Alíes y jariyíes seguirán sin embargo su labor de oposición y a la larga contribuirán a la caída de los omeyas.

Expansión del islam hasta la caída de los omeyas.

En términos generales, se podría decir que los omeyas emprendieron la tarea de organizar administrativamente un territorio considerablemente mayor que el que controlaron sus predecesores, y con una población mayoritariamente no árabe, formada por no musulmanes o por personas recién convertidas al islam, características que no tendrá cuando pase a manos de sus sucesores abasíes un siglo más tarde. Los califas omeyas tuvieron tendencia a actuar más como reyes, es decir, a preocuparse de la administración, que como líderes religiosos. La conversión al islam no fue estimulada, pues podía suponer una mengua en los ingresos del Estado debido al mayor volumen de impuestos pagado por los cristianos y judíos, e incluso se llegó a prohibir en algunas ocasiones. De ahí la acusación de ser malos musulmanes que sus enemigos lanzaron contra ellos. A pesar de los muchos problemas planteados por la complejidad social del territorio que gobernaban y de la oposición incesante de alíes y jariyíes, durante la época omeya no se registraron ni grandes problemas nacionales (es decir, entre las distintas etnias del imperio, y especialmente entre los árabes y las demás) ni tampoco choques entre comunidades religiosas ni entre los no musulmanes y el poder central.
Hacia el año 740 el califato omeya se hallaba debilitado debido, por un lado, a las luchas intestinas en el seno de la propia familia omeya y, por otro, a la presión constante de jariyíes y alíes. Fueron estos últimos quienes iniciaron una revuelta en Irán que pretendía restituir el poder califal al clan de los hashimíes (al que habían pertenecido Mahoma y Alí). A la cabeza de la revuelta, en el último momento y sin que los historiadores hayan conseguido explicar bien cómo, se puso Abu l-Abbás (también conocido como As-Saffah), jefe de los abasíes, una rama secundaria de los hashimíes. Su ejército de estandartes negros (los de los omeyas eran blancos) entró en Kufa, un importante centro islámico en el sur de Irak, en el año 749 y se declaró califa. Su primera prioridad era eliminar a su rival omeya, el califa Marwán II. Este último fue derrotado en febrero de 750 en la batalla del Gran Zab, disputada a orillas del río Zab, al norte de Bagdad; este descalabro supuso el fin del gran califato omeya, fundado en el 661.

Árbol genealógico de la familia omeya. En azul figura el califa Uthmán, uno de los cuatro califas ortodoxos. En verde, los califas omeyas de Damasco. En amarillo, los emires omeyas de Córdoba. En naranja, los califas omeyas de Córdoba (nota: Abderramán III fue emir hasta el año 929, en que se proclamó califa). Se incluye el parentesco de los omeyas con el profeta Mahoma, señalado en mayúsculas.

El califa omeya, Marwán II, huyó a Egipto y Abu l-Abbás se convirtió en califa, inaugurando así el Califato abasí. Todos los omeyas fueron asesinados; incluso se sacó a los muertos omeyas de sus tumbas, para borrar de este modo los rastros de la familia. Sólo uno logró escapar a la matanza, y con el tiempo reapareció en el otro extremo del mundo islámico, en al-Ándalus.

## Supervivencia en Al-Ándalus

### El emirato independiente de Córdoba (756-929)
El único superviviente de los omeyas, Abd al-Rahman, se exilia al Magreb, zona por entonces refugio de todas las disidencias debido a su alejamiento de las capitales califales. Huésped de tribus bereberes junto a un puñado de aliados, Abd al-Rahman recaba apoyos entre las tropas sirias de al-Ándalus, hasta que en septiembre del año 755 desembarca en Almuñécar.
Con el apoyo del yund o ejército sirio de al-Ándalus, vence al gobierno de los abbasíes en la batalla de Al-Musara (756) y es nombrado emir por sus partidarios. Abd al-Rahman, llamado al-Muhāŷir ('el emigrante'), gobernará a la defensiva, esto es, pendiente de las conspiraciones de los partidarios de los abbasíes y otros grupos, particularmente los bereberes y los yemeníes, que se rebelarán varias veces entre los años 766 y 776. Abd al-Rahman se apoya en el ejército, que es aumentado en efectivos, y nombra para los cargos de la administración a personas de su confianza. Se rodea también de una guardia personal.
Al-Ándalus se hace así políticamente independiente, aunque Abd al-Rahman evitará hacer explícito su no reconocimiento del califa de Bagdad para mantener la apariencia de unidad en la umma o comunidad de musulmanes. A su muerte, al-Ándalus es un Estado totalmente estructurado. Le sucederán otros cuatro emires antes de que el país se independice también en el plano religioso, dando lugar al califato de Córdoba.

### El califato de Córdoba (929-1031)

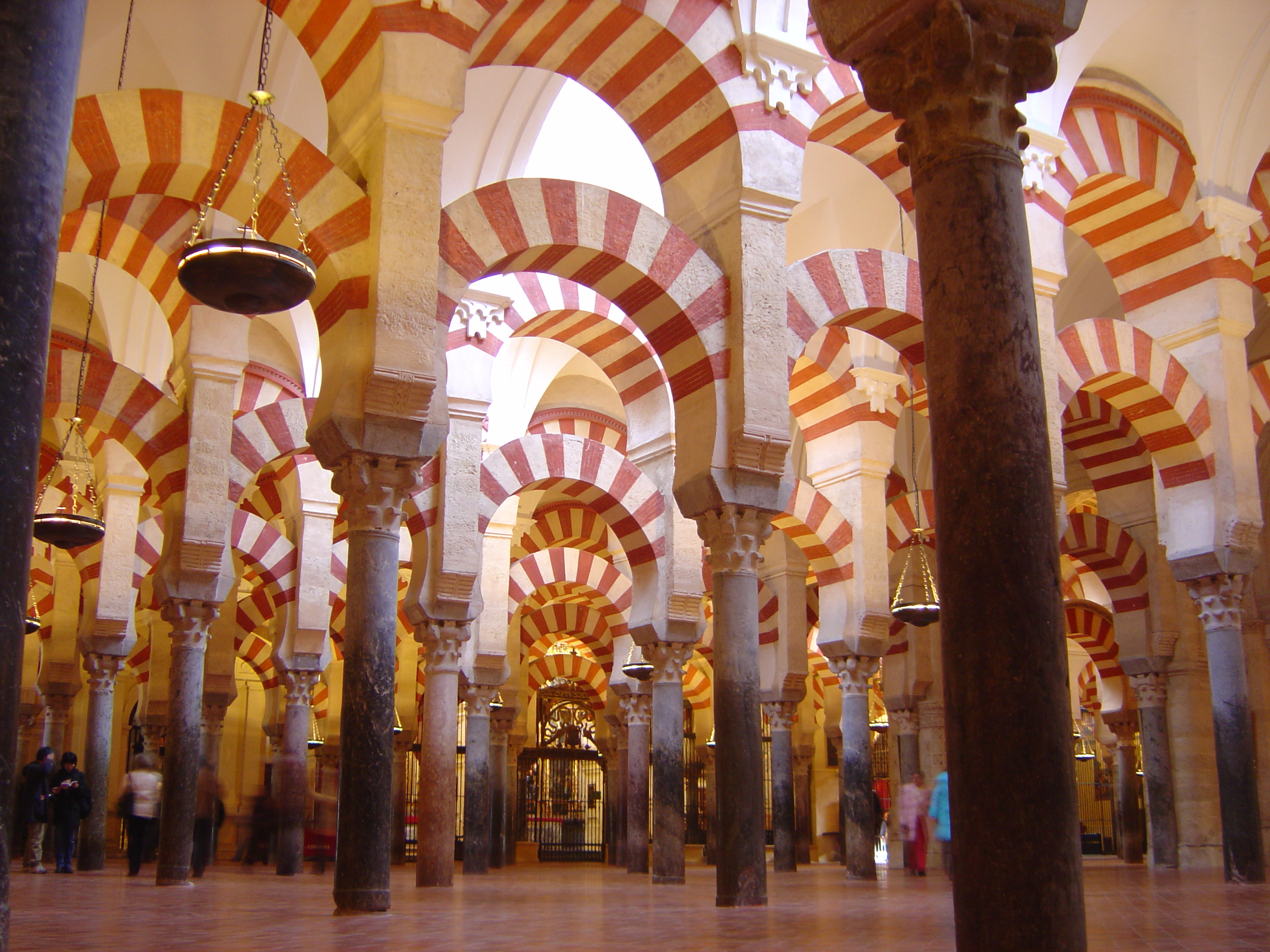
La mezquita de Córdoba, el monumento más conocido de los omeyas de occidente.

Será el emir Abd al-Rahman III, an-Nāsir, quien consume la ruptura con oriente proclamándose califa en el año 929, ya que de todas maneras la umma había quedado escindida por la creación, en Túnez, del califato chií de los fatimíes. Se proclamó califa basándose en distintos argumentos que dieron solidez a su decisión. Por un lado la familia era procedente de la tribu Quraysh, a la que pertenecía Mahoma y había frenado los intentos de los cristianos del norte de reconquistar al-Ándalus. Con ello, los omeyas consolidan su posición de poder y al mismo tiempo consolidan la posición del país en el exterior.
Tras la ocupación de Melilla en 927, a mediados del siglo x, los omeyas controlaban el triángulo formado por Argelia, Siyilmasa y el océano Atlántico. El poder del califato se extendía, asimismo, hacia el norte y en el 950 el Sacro Imperio Romano intercambiaba embajadores con Córdoba. En el norte de la península ibérica los pequeños reinos cristianos pasan a pagar tributo al Califato, soportando toda clase de imposiciones a cambio de la paz.[cita requerida]
Esta es la etapa política de mayor esplendor, en la península ibérica, de la presencia islámica, aunque la misma durará poco tiempo ya que, en la práctica, su apogeo acaba en el 1010. Oficialmente, el califato continuó existiendo hasta el 1031, año en el que fue abolido como consecuencia de la fitna ('guerra civil') provocada por la posesión del trono entre los partidarios del último califa legítimo, Hisham II y los sucesores de su primer ministro o háyib, Almanzor. El final del califato dio paso a la fragmentación de al-Ándalus en diversos reinos conocidos como reinos de Taifas, y que fue causa de su declive favoreciendo la expansión de los territorios cristianos a sus expensas.

### Supervivencia de los Omeyas
Tras la desintegración del Califato de Córdoba, el linaje de los omeyas se diluye lentamente en la población de al-Ándalus.
A finales del siglo xvi, el morisco granadino Fernando de Córdoba y Válor, descendiente de los omeyas, será elegido rey de los moriscos durante la llamada guerra de las Alpujarras, cambiando su nombre cristiano por el árabe Muhámmad ibn Umayya, que pasará a las crónicas como Abén Humeya. Muerto este por traición, le sucedió su primo Abén Aboo quien fue derrotado por D. Juan de Austria. Una vez derrotados se instalaron en la región valenciana donde aún se les permitía practicar el islam; prueba de esto es que la expulsión que tuvo lugar en 1609 fue materializada por la salida del puerto de Alicante de más de un millón de personas. Es muy probable que algunos omeyas de la línea de Muhámmad ibn Umayya existan aún en España bajo apellidos castellanizados como Omeya, Benjumea o Alomía.
Algunos genealogistas y arabistas piensan que el apellido castellano Benjumea y sus variantes (Benhumea, Benjumea, Benhumeda, Benumeya, Alomía, etc.) procede del árabe Ibn Umayya y por tanto sus portadores podrían ser descendientes de los omeyas. Sin embargo, debido a la obligación de cristianizarse de los moriscos que quedaron en España a partir de la expulsión de 1609, podríamos contemplar algunas posibilidades en algunas variantes cristianizadas del apellido Omeya. Conservando intacta la raíz triconsonántica árabe ‘ m y, obviando la primera ‘ que no tiene equivalente en castellano o catalán podríamos asistir a variantes consonánticas como m-y, m-ll o m-y-r, m-ll-r o algunas otras.[cita requerida]
El estandarte omeya era de color blanco.

## Demografía
En su plenitud, durante el siglo VIII, el Califato omeya fue el Estado más populoso y poderoso del mundo, sólo superado por la China tang. Según Amy Chua, el imperio de los árabes tenía una población de 36 millones de personas, superando al futuro Imperio carolingio (5 a 10 millones) o al Imperio romano de Oriente (10 a 13 millones), aunque muy por detrás de China (60 millones). El historiador egipcio Charles Issawi estimaba que al momento de su caída, la dinastía omeya gobernaba sobre 28 a 36,5 millones de personas. El británico Colin McEvedy consideraba que hacia el año 700 la población del Califato pudo ser de unos 21 millones. Las estimaciones más alcistas hablan de 60 millones de habitantes, entre los que se contaba la mitad de los cristianos del mundo.

## Lista de califas omeyas
En esta lista figuran los miembros de la familia Omeya que alcanzaron el poder en alguno de los estados formados por esta dinastía.
| Estado                    | Miembro de la familia omeya             | Reinado               |
| ------------------------- | --------------------------------------- | --------------------- |
| Califato ortodoxo         | Uthmán (c.573-656)                      | 645-656               |
| Califato omeya de Damasco | Mu‘awiyya I (c.602-680)                 | 661-680               |
| Califato omeya de Damasco | Yazid I (647-683)                       | 680-683               |
| Califato omeya de Damasco | Mu‘awiyya II (661-684)                  | 683-684               |
| Califato omeya de Damasco | Marwán I ibn al-Hakam (623-685)         | 684-685               |
| Califato omeya de Damasco | Abd al-Málik (646-705)                  | 685-705               |
| Califato omeya de Damasco | Walid I (668-715)                       | 705-715               |
| Califato omeya de Damasco | Suleimán I (c.674-717)                  | 715-717               |
| Califato omeya de Damasco | Úmar II ibn 'Abd al-'Aziz (682-720)     | 717-720               |
| Califato omeya de Damasco | Yazid II (687-724)                      | 720-724               |
| Califato omeya de Damasco | Hisham ibn Abd al-Málik (691-743)       | 724-743               |
| Califato omeya de Damasco | Walid II (¿-744)                        | 743-744               |
| Califato omeya de Damasco | Yazid III (701-744)                     | 744                   |
| Califato omeya de Damasco | Ibrahim ibn Al-Walid (¿-744)            | 744                   |
| Califato omeya de Damasco | Marwán II al-Himar (688-750)            | 744-750               |
| Emirato omeya de Córdoba  | ‘Abd al-Rahmān I (731-788)              | 756-788               |
| Emirato omeya de Córdoba  | Abu al-Walid Hisham I al-Rida (757-796) | 788-796               |
| Emirato omeya de Córdoba  | Al-Hákam I (770-822)                    | 796-822               |
| Emirato omeya de Córdoba  | ‘Abd al-Rahmān II (792-852)             | 822-852               |
| Emirato omeya de Córdoba  | Mohamed I (823-886)                     | 852-886               |
| Emirato omeya de Córdoba  | Al-Múndir (844-888)                     | 886-888               |
| Emirato omeya de Córdoba  | 'Abd Allah ibn Muhammad (844-912)       | 888-912               |
| Emirato omeya de Córdoba  | ‘Abd al-Rahmān III (891-961)            | 912-929               |
| Califato omeya de Córdoba | ‘Abd al-Rahmān III (891-961)            | 929-961               |
| Califato omeya de Córdoba | Al-Hákam II (915-976)                   | 961-976               |
| Califato omeya de Córdoba | Hisham II (965-1013)                    | 976-1009 / 1010-1013  |
| Califato omeya de Córdoba | Muhámmad II al-Mahdi (980-1010)         | 1009 / 1010           |
| Califato omeya de Córdoba | Sulaimán al-Mustaín (¿-1016)            | 1009-1010 / 1013-1016 |
| Califato omeya de Córdoba | ‘Abd al-Rahmān IV (¿-1018)              | 1018                  |
| Califato omeya de Córdoba | ‘Abd al-Rahmān V (¿-1024)               | 1023-1024             |
| Califato omeya de Córdoba | Muhámmad III (¿-1025)                   | 1024-1025             |
| Califato omeya de Córdoba | Hisham III (975-1036)                   | 1027-1031             |